# Crónica de el-rei D. João I
A Crónica d’El Rei D. João I, foi escrita em 1443 pelo cronista Fernão Lopes, por incumbência do Rei D. Duarte.
A crónica é composta por 2 partes:
- 1ª parte – descreve o que se passou entre a morte de D. Fernando e a subida ao trono de D. João I, Mestre de Avis;
- 2ª parte – descreve os acontecimentos ocorridos durante o reinado de D. João I até 1411, altura em que foi assinada a paz com Castela.

## Fonte
- Crónica de El-Rei D. João in Artigos de apoio Infopédia (em linha). Porto: Porto Editora, 2003-2017. (consult. 2017-09-10 00:10:18).